# Aparición de la Virgen a san Pedro Nolasco
Aparición de la Virgen a san Pedro Nolasco es un lienzo de Francisco de Zurbarán, que consta con la referencia n º.15 en el catálogo razonado realizado por Odile Delenda, especializada en este artista.

## Introducción
El presente lienzo formaba parte de un conjunto de veintidós obras que Zurbarán —el 29 de agosto de 1628— se comprometió a realizar para el claustro de los bojes del convento de la Merced, en Sevilla, sobre el tema de la vida de san Pedro Nolasco. No parece que llegara a pintar dicha cantidad de cuadros, y los que se conservan están actualmente dispersos en varias colecciones.

## Tema de la obra
No se ha conservado ningún grabado que sirviera de modelo al pintor para esta obra. Probablemente, se le encargaría un lienzo ilustrando la aparición de la Virgen María y la entrega del hábito de la orden de la Merced a san Pedro Nolasco— visión ocurrida el 2 de agosto de 1218— según el relato de Fray Nadal Gaver. Este religioso, en su Speculum Fratrum Ordinis Beatissimae Dei Genitricis Mariae de Mercede Redemptionis Captivorum, cuenta que la Virgen se apareció a Pedro Nolasco y le dijo:
Es voluntad de mi santísimo Hijo y mía que fundes en el Mundo una Orden que en mi honor deberá llamarse Orden de la Virgen María de la redención de cautivos. El hábito será blanco en honor de mi pureza, en el pecho llevará una cruz roja en recuerdo de mi Hijo y del Rey a que sirves.
El rey aludido es Jaime I de Aragón, quien ayudó decisivamente al establecimiento de la orden mercedaria.

## Análisis de la obra

### Datos técnicos y registrales
- Pertenece a una colección privada;
- Pintura al óleo sobre lienzo de damasco; Dimensiones: 165 x 204 cm;
- Fecha de realización: ca,1628-1630;.
- Monograma casi ilegible en el centro;
- Restaurado en París por Jan Stefan Hortman en 2008-2009;
- Consta con el n º.15 en el catálogo de Odile Delenda. No consta en otros catálogos, ya que este lienzo fue redescubierto muy recientemente.[5]

### Descripción de la obra
El joven Pedro Nolasco presenta los mismos rasgos que en la Aparición de san Pedro a san Pedro Nolasco, y quizás el modelo de ambos cuadros fuera un sobrino del pintor, quien —en 1630— tenía 17 años y profesaba en el mencionado convento. Viste un holgado manto pardo-grisáceo de gruesos pliegues, dirige su rostro hacia la Virgen y tiene sus manos juntas en oración. En la parte izquierda de la composición, la Virgen aparece de blanco y coronada como reina del Cielo, sentada sobre una nube luminosa que da luz a la escena y está acompañada por cuatro ángeles. Uno de ellos —en primer plano— viste una túnica rosa pálida y toca el arpa, mientras otro —entre la Virgen y Pedro Nolasco— viste de azul y toca un laúd. Detrás de María, aparecen la cabeza y el busto de dos ángeles cantores. Tanto las nubes bajo la Virgen, como el dorado nimbo circular alrededor de su cabeza, dejan entrever cabezas de angelotes, pintados con gran delicadeza. Las figuras de María y de los ángeles anuncian los que aparecen en la posterior Visión de San Alonso Rodríguez. En la parte derecha, la columna sobre un pedestal es la misma que aparece en otras composiciones del pintor, mientras que el cielo oscuro —visto a través de la ventana— indica la nocturnidad del acontecimiento.

## Procedencia
1. Sevilla, Convento de la Merced Calzada, claustro de los Bojes;
2. Cádiz, colección Juan de la C. Lavalle (?);
3. Colección privada.[7]